# Cheteni

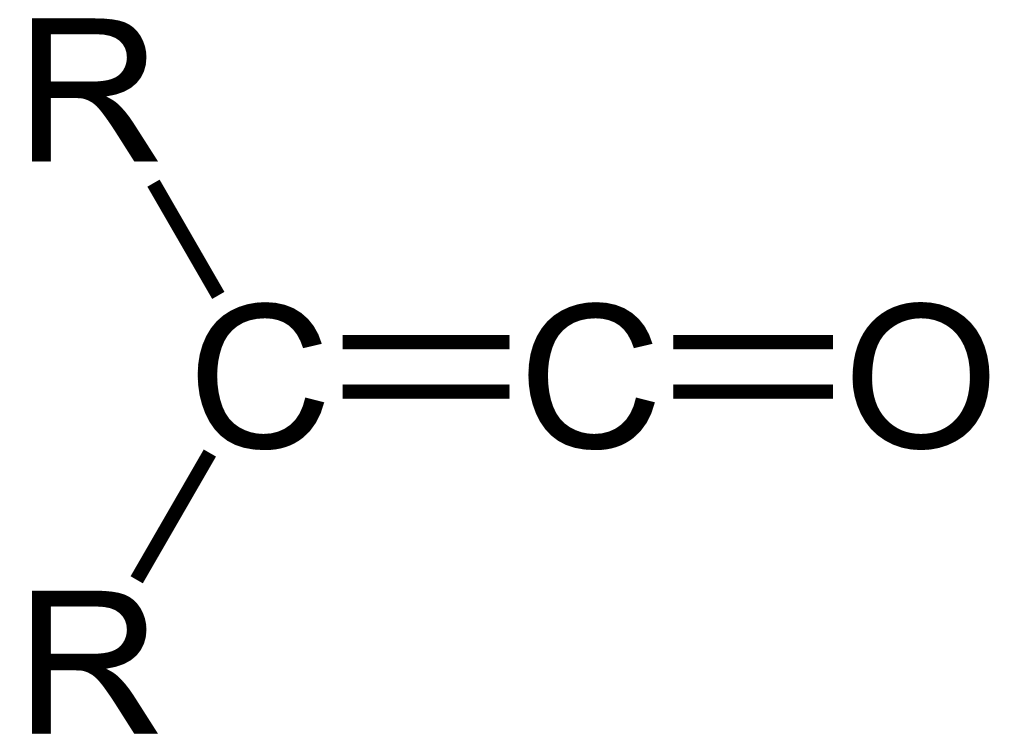
Struttura generale di un chetene.

I cheteni sono una classe di composti organici studiati per la prima volta dal chimico tedesco Hermann Staudinger aventi come formula di struttura R'R''C=C=O. L'etenone è il più semplice dei cheteni (dove R' ed R'' sono atomi di idrogeno) e ne rappresenta quindi la molecola capostipite.

## Sintesi
I cheteni possono essere ottenuti a partire da un cloruro acilico sfruttando l'eliminazione di acido cloridrico per trattamento con una base (B).
La base utilizzata per strappare l'idrogeno α è solitamente la trietilammina. 
I cheteni si ottengono anche dopo riarrangiamento di Wolff di α-diazochetoni.